# André Guillaumin
André Louis Joseph Edmond Armand Guillaumin (Arrou, 21 de junio de 1885 - Athis-Mons, 24 de mayo de 1974) fue un botánico francés.
Luego de obtener su licenciatura en Ciencias Biológicas en 1906, comienza a trabajar en el Museo Nacional de Historia Natural de Francia. Entra al cargo de botánico en 1909 y preparador en 1910, obteniendo su título de doctorado en Biología.
En 1920, es asistente de la cátedra de botánica, de ornagografía y de fisiología vegetal. Dirige este último en 1932 luego de la muerte de Désiré Georges Jean Marie Bois (1856-1946).
Fue asesor del director del Museo de 1947 a 1950; retirándose en general en 1956.
Publica las familias consagradas de Oxalidaceae, Rutaceae, Burseraceae, Hamamelidaceae, Haloragaceae, Callitrichaceae, Rhizophoraceae, Mehistomaceae y Crypteroniaceae en la Flore générale de l'Indo-Chine (1910, 1911, 1912, 1920, 1921)
- Arbres et arbrisseaux utiles ou ornementaux (1928)
- Les Fleurs de jardins (cuatro tomos, 1929 a 1936).

Guillaumin también publica la obra póstuma de Léon Diguet (1859-1926), Les Cactacées utiles du Mexique.
Guillaumin contribuye a mejorar el Museo, que fue el origen de muchos jardines como el jardín de invierno o el jardín andino.

## Otras publicaciones
- andré Guillaumin, fernand Moreau, claude Moreau. 1970. La vida de las plantas. Editor Labor, 590 pp.

- --------------------------, ------------------------, -----------------------. 1955. La Vie des plantes. Collection in-quarto Larousse. Editor G. Lang, 463 pp.

- --------------------------. 1948. Compendium de la flore phanérogamique des Nouvelles Hébrides. Annales du Musée colonial de Marseille 6 (vols. 5, 6): 56 pp.

- --------------------------. 1948. Flore de la France d'outre-mer. Editor Office de la Recherche Scientifique Coloniale, 369 pp.

- --------------------------. 1947. Les plantes grasses autres que les cactées. Con Emile Jahandiez. 2ª edición de La Maison Rustique, 177 pp.

- --------------------------. 1946. Les plantes cultivées: histoire-économie, avec 22 gravures hors texte. Bibliothèque scientifique. Editor Payot, 352 pp.

- --------------------------. 1946. Les cactées cultivées: ouvrage orné de 77 photographies et dessins. 3ª edición de Librairie agricole, Horticole, forestiere, et ménagère, 262 pp.

- --------------------------. 1942. Formulaire technique du botaniste préparateur et voyageur: ce qu'il faut savoir pour récolter, préparer, expédier, conserver et présenter les plantes et objets d'origine végétale. Vol. 3 de Guides techniques du naturaliste. Editor P. Lechevalier, 1942. 139 pp.

- --------------------------. 1931. Contributions to the Flora of the New Hebrides: Plants Collected by S.F. Kajewski in 1928 and 1929. Con S.F. Kajewski. 390 pp.

- --------------------------. 1917. Les citrus cultivés et sauvages. Bibliothèque d'agriculture coloniale. Editor A. Challamel, 80 pp.

- --------------------------. 1910. Recherches sur la dévelopment des Burséracées, application a la systématique. Editor Masson et Cie. 101 pp.

## Honores

### Eponimia
Género
- (Aloaceae) Guillauminia A.Bertrand[1]

Especies
- (Apocynaceae) Melodinus guillauminii Boiteau[2]

- (Burseraceae) Commiphora guillaumini H.Perrier[3]

- (Chrysobalanaceae) Hunga guillauminii Prance[4]

- (Cyperaceae) Costularia guillauminii Kük. ex Guillaumin[5]

- (Crassulaceae) Kalanchoe guillaumini Raym.-Hamet[6]

- (Elaeocarpaceae) Dubouzetia guillauminii Virot[7]

- (Euphorbiaceae) Phyllanthus guillauminii Däniker[8]

- (Flacourtiaceae) Xylosma guillauminii Sleumer[9]

- (Lamiaceae) Premna guillauminii Moldenke[10]

- (Lauraceae) Cryptocarya guillauminii Kosterm.[11]

- (Melastomataceae) Phyllagathis guillauminii H.L.Li[12]

- (Myrtaceae) Syzygium guillauminii J.W.Dawson[13]

- (Orchidaceae) Angraecum guillauminii H.Perrier[14]

- (Podocarpaceae) Gaussenia guillauminii (J.Buchholz) A.V.Bobrov & Melikyan[15]

- (Rutaceae) Clausena guillauminii Tanaka[16]

- (Sapindaceae) Cupaniopsis guillauminii (Kaneh.) Adema[17]

- (Sapotaceae) Pouteria guillauminii (H.J.Lam) Baehni[18]

- (Symplocaceae) Symplocos guillauminii Merr.[19]

- (Xyridaceae) Xyris guillauminii Conert[20]

- La abreviatura «Guillaumin» se emplea para indicar a André Guillaumin como autoridad en la descripción y clasificación científica de los vegetales.[21]

## Fuente
- Philippe Jaussaud & Édouard R. Brygoo. 2004. Du Jardin au Muséum en 516 biographies. Muséum national d’histoire naturelle de Paris : 630 pp.